# Hemopexina

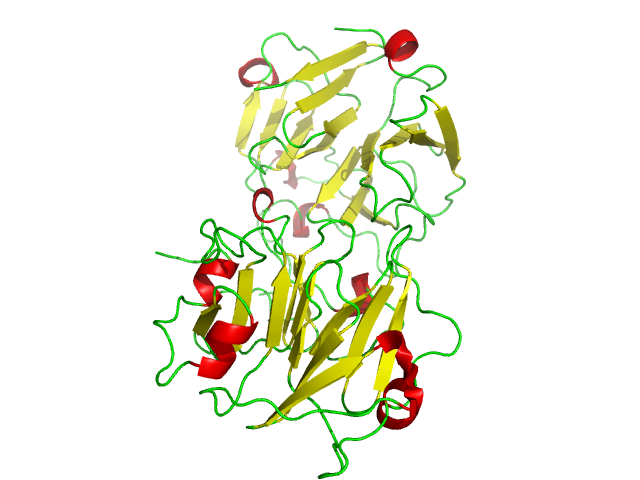
Hemopexina (o haemopexina; Hpx; Hx) también conocida como beta-1B-glucoproteína

La hemopexina es la proteína plasmática con mayor afinidad al grupo hemo, siendo el principal mecanismo para transportar y eliminar el grupo hemo del plasma.
A nivel hepático el grupo hemopexina-hemo es retirado de la circulación, siendo la hemopexina reciclada y devuelta al plasma.